# Perriers-la-Campagne

Perriers-la-Campagne este o comună în departamentul Eure, Franța. În 1 ianuarie 2018 avea o populație de 395 de locuitori.